# Ortodroma

Ortodroma - nejkratší spojnice dvou bodů na kulové ploše.

Ortodroma (řecky orthos – přímý, dromos – cesta) je nejkratší spojnice dvou bodů na kulové ploše (např. povrchu Země). Tvoří ji kratší oblouk hlavní kružnice (její střed splývá se středem Země). V gnómonické projekci se ortodroma zobrazuje jako přímka.

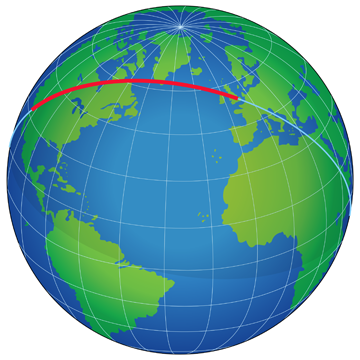
Nejkratší trasa mezi Los Angeles a Londýnem vede přes Grónsko

Ortodroma je sice nejkratší spojnicí dvou bodů, v navigaci je ale výhodnější použít loxodromu. Její dráha totiž udržuje stále stejný úhel s poledníkem (azimut), na rozdíl od ortodromy, u které se azimut obecně spojitě mění.

## Délky ortodromy
Určení délky ortodromy vychází ze sférické trigonometrie. Označme {\displaystyle [\varphi _{1};\lambda _{1}]\,} a {\displaystyle [\varphi _{2};\lambda _{2}]\,} souřadnice krajních bodů ortodromy a {\displaystyle \sigma \,} její středový úhel. Středový úhel pak můžeme ze sférické kosinové věty pro strany vyjádřit jako:
{\displaystyle \sigma =\arccos \left[\cos(90^{\circ }-\varphi _{2})\cos(90^{\circ }-\varphi _{1})+\sin(90^{\circ }-\varphi _{2})\sin(90^{\circ }-\varphi _{1})\cos(\lambda _{2}-\lambda _{1})\right)}
Délka oblouku mezi body A a B (označíme jako d) se pak spočítá jako:
{\displaystyle d=\mathbf {\sigma } \cdot \mathbf {r} }
kde středový úhel {\displaystyle \sigma \,} musíme dosadit v radiánech. Pro dosazení ve stupních by platilo:
{\displaystyle d={\frac {2\pi }{360}}\cdot \mathbf {\sigma } \cdot \mathbf {r} }

## Azimut ortodromy
Azimut ortodromy se průběžně mění. Důležitý je zejména výchozí azimut {\displaystyle \alpha \,}. Ze sinové věty pro sférický trojúhelník pro něj dostaneme
{\displaystyle \sin \alpha ={\frac {\cos \varphi _{2}}{\sin \sigma }}\sin(\lambda _{2}-\lambda _{1})},
kde {\displaystyle \sigma \,} je dříve vypočtená délka ortodromy.
Obě strany rovnice vydělíme {\displaystyle \cos \alpha } a po aplikaci sinuskosinové věty dostáváme:
{\displaystyle {\mbox{tg }}\alpha ={\frac {\cos \varphi _{2}\cdot \sin(\lambda _{2}-\lambda _{1})}{\sin \varphi _{2}\cdot \cos \varphi _{1}-\sin \varphi _{1}\cdot \cos \varphi _{2}\cdot \cos(\lambda _{2}-\lambda _{1})}}}

## Vztah mezi ortodromou a loxodromou
- délka loxodromy mezi dvěma body je vždy větší nebo rovna délce ortodromy
- loxodroma a ortodroma jsou stejně dlouhé, pokud oba zvolené body leží na rovníku nebo pokud je azimut roven velikosti 0° či 180° (tedy loxodroma odpovídá poledníku)
- největší rozdíl mezi délkami ortodromy a loxodromy nastává ve chvíli, kdy zvolené body leží na stejné rovnoběžce (kromě rovníku) a azimut je tedy roven 90° nebo 270°
- na severní polokouli je loxodroma jižněji než ortodroma, na jižní polokouli je tomu naopak